# ハッピーパケット
ハッピーパケットは、ソフトバンクモバイルが提供する携帯電話のパケット料金割引サービスである。第二世代(PDC)のサービス終了により新規受付は終了している。

## 概要
- 3G機の通信料金、2Gパケット機の「スーパーメール」と「ウェブ」のパケット料金が割引対象であった。
- ボーダフォン時代の料金プランまたは、2Gパケット機ユーザがゴールドプラン・ホワイトプランを契約している場合に追加可能なオプションであった。
  - 3G契約では、旧料金プラン以外との併用は不可。
- ボーダフォン時代からある割引サービス。ボーダフォン時代の料金プランにおいては3G機にも適用でき、その場合モバイルデータ通信（アクセスインターネット接続）を含むすべてのパケット通信が割引の対象である。なお、旧料金プランで3G機を利用している場合の本オプション追加はすでに受け付けを終了している。
- ボーダフォン時代は3G機のみ対象の「パケットエコノミー」というオプションもあった。こちらは月額オプション料金2100円で同額の無料通信分がついてくるが、この無料通信分は音声通話には使えない。

## サービス内容
- ハッピーパケットレギュラー
  - オプション料1260円（無料通話・通信分1260円）0.105円/1パケット
  - 3G機旧プランの場合0.0735円/1パケット
- ハッピーパケットスーパー
  - オプション料3097.5円（無料通話・通信分3097.5円）パケット代8割引（0.063円/1パケット）
  - 3G機旧プランの場合0.042円/1パケット

- 「パケット割引」のサービスではあるが、ウェブやスーパーメールに無縁な人にもメリットがある。
  - ホワイトプラン＋ハッピーパケットの組み合わせの場合、1260円 or 3097.5円の「無料通話分」は他社宛通話にも充当可能。
- ただし、無料通信通話分が余っても繰り越し・分け合うことは出来ない。
- 月の途中で「S!ベーシックパック」を解除すると、当月分のハッピーパケットは適用除外となる。